# Ligne de Neustadt à Wissembourg
 (octobre 2015).

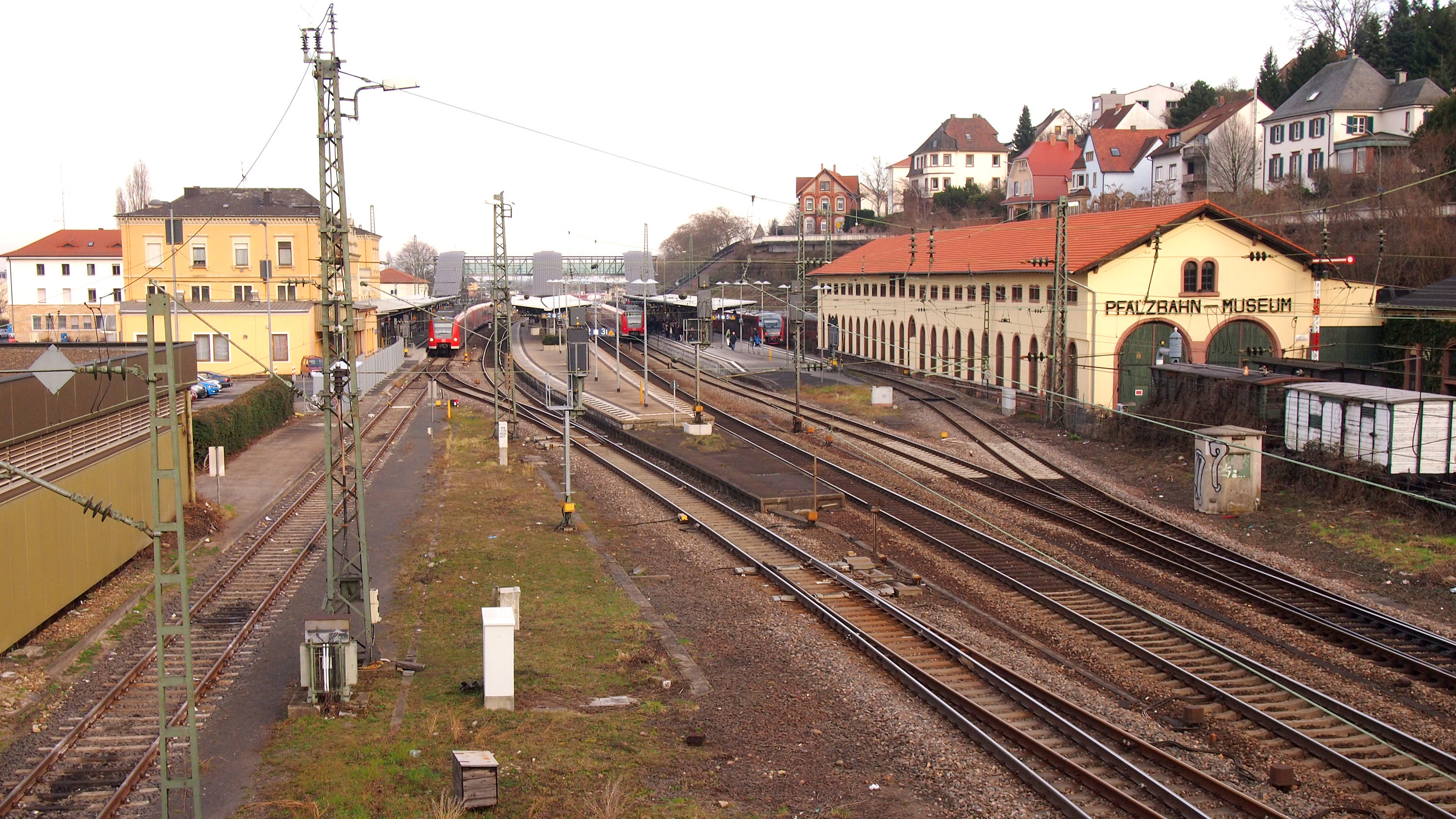
Neustadt an der Weinstraße Hbf., terminus nord de la ligne.

La ligne de Neustadt à Wissembourg, autrefois aussi appelée "Pfälzische Maximiliansbahn" (en français : ligne du Palatinat de Maximilien) ou plus simplement "Maxbahn" est une ligne de chemin de fer reliant Neustadt an der Weinstraße en Rhénanie-Palatinat à Wissembourg dans le Bas-Rhin.
Dans les premières décennies de son exploitation, la ligne a notamment servi aux trains de charbon entre la Suisse, l'Alsace et le reste de l'Allemagne. Elle constituait de plus un itinéraire de transit nord-sud utilisé pour des trajets plus longs. Cette ligne a été d'un intérêt stratégique considérable pour l'Allemagne pendant la guerre de 1870 ainsi que la première et la seconde guerre mondiale. Le rattachement de l'Alsace-Moselle à la France en 1918 la relégua à une ligne d'intérêt local, et la majorité du trafic fut orienté vers Karlsruhe à partir de la fin des années 1930, au détriment de la section Winden - Wissembourg qui ferma au trafic voyageurs en 1975, pour ne rouvrir qu'en 1997. Le trafic fret a pour sa part connu une forte réduction depuis les années 1980, pour ne subsister qu'entre Neustadt et Landau.

## Historique

### Des premières études à la construction
Les premières réflexions préalables à la construction de la ligne remontent à l'année 1829. L'objectif de la ligne était de créer une voie de grande communication entre Strasbourg et Mayence, devant être l'alter ego de la ligne située sur la rive opposée du Rhin, reliant Mannheim à Bâle. La question était de savoir s'il était plus judicieux de construire une route à proximité du Rhin, reliant Spire, Germersheim et Wörth, ou une route à proximité des reliefs du Pfälzerwald, reliant Neustadt, Landau et Wissembourg. La préférence des autorités militaires allait à l'itinéraire au piémont du Pfälzerwald. Toutefois, les événements de 1848 suspendirent temporairement le projet.
En janvier 1850 fut publié à Neustadt an der Haardt une brochure militant pour la construction d'une ligne entre Landau et Weißenburg, arguant par-dessus tout de la plus forte densité des régions desservies par une telle ligne comparée à celles desservies par une ligne longeant le Rhin. La décision fut prise en 1852 en faveur de la ligne du piémont, à la suite d'un complément d'études initié l'année précédente. Le 3 novembre 1852, le roi de Bavière Maximilien II donna le feu vert à la construction de la ligne en agréant la constitution d'une compagnie chargée du projet.
Le Maximiliansbahn fut ainsi construit par Paul-Camille von Denis, qui s'était déjà porté adjudicataire de la concession du Pfälzische Ludwigsbahn, reliant Ludwigshafen (alors connu sous le nom de Rheinschanze) à Bexbach et Neunkirchen. Le coût de la construction de la ligne s'élevait à quatre millions de florins.
Il fut alors procédé aux négociations avec les propriétaires affectés par le tracé de la ligne ainsi qu'avec les autorités de la ville de Landau, où des difficultés surgirent du fait du classement comme forteresse de cette cité.

### Du temps de laMaximiliansbahn Gesellschaft(1855 – 1909)

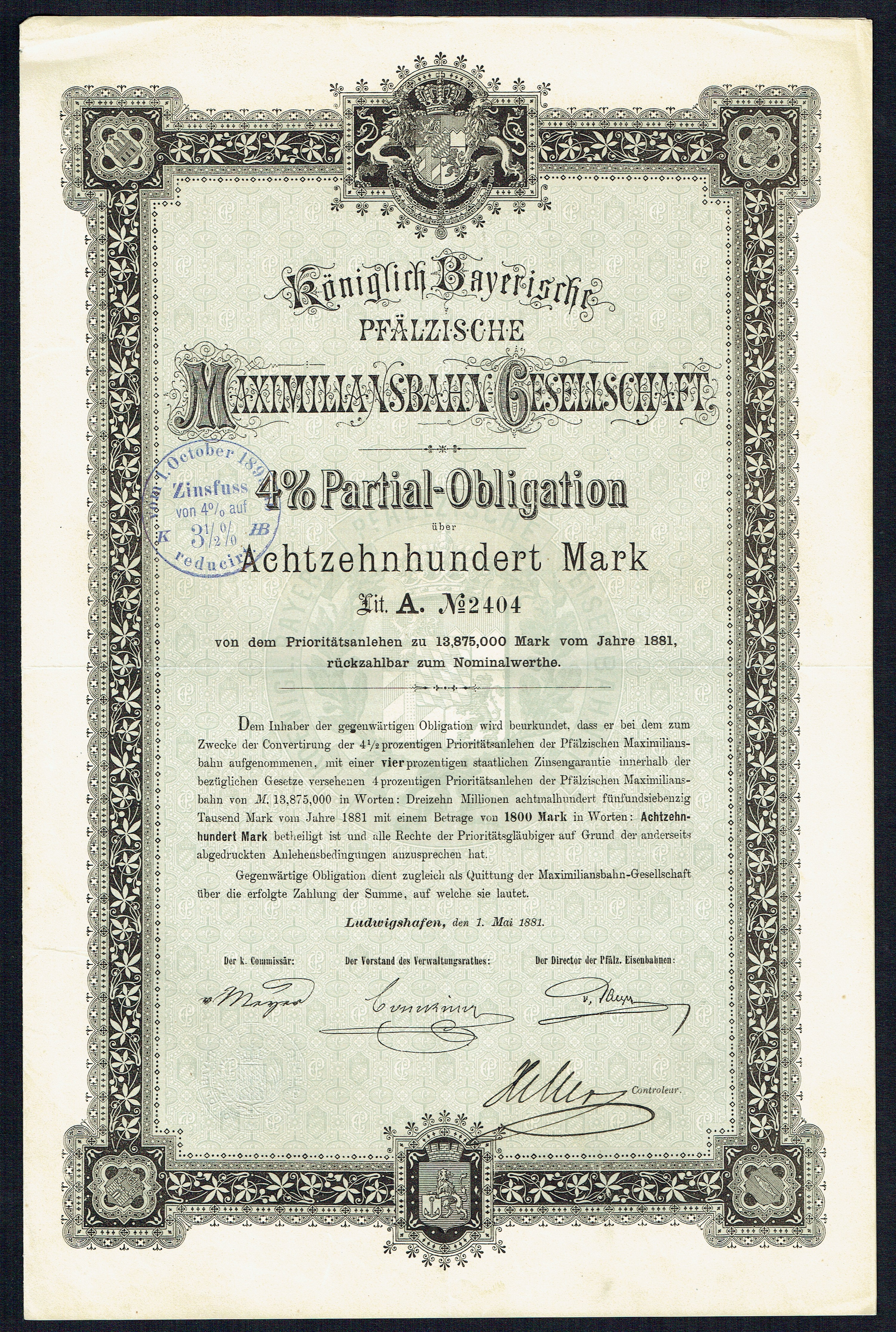
Obligation du Pfälzischen Maximiliansbahn-Gesellschaft en date de 1881.

La première section ouverte fut celle de Neustadt à Landau le 18 juillet 1855, suivie le 26 novembre 1855 par la section Landau – Wissembourg. Le 14 mars 1864 fut ouverte la section Winden – Maximiliansau et enfin, le 8 mai 1865, le chaînon manquant entre Maximiliansau et la ligne des chemins de fer badois du Maxaubahn reliant Karlsruhe et Maxau.
En 1867, la section Neustadt – Winden fut mise à double voie afin de faciliter l'écoulement du trafic Nord - Sud en augmentation constante. En 1871, il en fut de même de la section Winden – Wissembourg, cette dernière ville faisant alors partie de l'empire allemand. Ces travaux furent conduits dans l'optique d'un renforcement de la concurrence sur le trafic Nord-Sud, en particulier en provenance de la Prusse.
En 1872, l'ouverture de l'Untere Queichtalbahn Landau – Germersheim entraîna la reconstruction de la gare de Landau, maintenant gare de bifurcation, et de ce fait développée de façon significative.

### Développement jusqu'à 1945
Le 1er janvier 1870, le Pfälzische Maximiliansbahn forme, en union avec le Pfälzische Ludwigsbahn, les Pfälzischen Nordbahnen et le chemin de fer Neustadt – Dürkheimer, le Pfalzbahn. Le 1er janvier 1909, toutes ces compagnies deviennent la propriété des chemins de fer étatiques du royaume de Bavière.
 Une ligne de S-Bahn fut construite dans les années 1950 à Karlsruhe ; cette ligne suit approximativement le tracé de l'ancienne ligne au nord de la gare de Knielingen, et a été reliée en 1997 au réseau ferré lourd (tram-train). Cette innovation constitue ce qui est désormais connu sous le nom de modèle de Karlsruhe.
Avant la Première Guerre mondiale, l'itinéraire du Pfälzische Maximiliansbahn constituait une partie de l'itinéraire « grandes lignes » de Ludwigshafen à Strasbourg, en concurrence avec l'itinéraire badois. On y vit ainsi circuler des trains reliant Amsterdam à Bâle via Cologne, Bingerbrück, Rockenhausen, Neustadt, Wissembourg et Strasbourg. En 1914, lorsqu’a éclaté la Première Guerre mondiale, le trafic régulier fut stoppé, afin de permettre l'usage des voies en priorité aux militaires.
Après le retour de l'Alsace à la France en application du traité de Versailles, la ligne, exploitée à partir de 1920 par la DRG (Deutschen Reichsbahngesellschaft), perdit toute raison d'être pour le trafic longue distance, ce dernier ayant basculé sur la rive droite du Rhin. Dans le Palatinat occupé par les troupes françaises, l'exploitation fut réalisée sous la forme d'une régie en 1923-1924. En 1930, le retrait des troupes françaises conduisit à la fin du trafic longue distance sur la ligne Nord-Sud.
Toutefois, à la fin des années 1930, le trafic se reporta en direction de Karlsruhe, entraînant la construction d'un pont en dur sur le Rhin entre Maximiliansau et Karlsruhe. Les liaisons Sarrebruck – Munich, qui jusque-là transitaient via l'Untere Queichtalbahn Landau – Germersheim, quittèrent cet itinéraire pour emprunter le nouveau pont. Début 1945, la fin de la Deuxième Guerre mondiale conduisit à un arrêt du trafic commercial sur la ligne.